# إف. جيمس ماكدونالد
إف. جيمس ماكدونالد (بالإنجليزية: F. James McDonald)‏ هو عسكري أمريكي، ولد في 3 أغسطس 1922، وتوفي في 13 يونيو 2010 بسبب سرطان.